# Die Insel der besonderen Kinder
Die Insel der besonderen Kinder ist ein  Fantasy-Abenteuerfilm von Tim Burton und eine Verfilmung des gleichnamigen Romans von Ransom Riggs. Der Film feierte am 25. September 2016 beim Fantastic Fest in Austin seine Premiere. Am 30. September 2016 kam der Film in die US-amerikanischen und am 6. Oktober 2016 in die deutschen Kinos.

## Handlung
Jacob Portman, genannt Jake, ist 15 Jahre alt und an seiner Schule ein isolierter Außenseiter, als er mit ansehen muss, wie sein Großvater Abraham, genannt Abe, stirbt. Er findet ihn eines Nachts tödlich verletzt in dem dunklen Wald hinter seinem Haus. Wo vorher die Augen seines Großvaters waren, sind nur noch zwei dunkle Löcher; jemand hat ihn seiner Augäpfel beraubt. Abe erteilt seinem Enkel mit letzter Kraft den Auftrag, auf die Insel nach Wales zu reisen, auf die er während des Zweiten Weltkrieges geflüchtet war, und dort eine gewisse Miss Peregrine zu suchen. Im Wald hat Jacob eine riesenhafte Gestalt gesehen. Das offizielle Ermittlungsergebnis ist aber, dass sein Großvater von einem Hund verstümmelt worden ist. Seine Eltern schicken Jacob zu der Psychiaterin Dr. Golan. Jacob erinnert sich an die Geschichten, die sein Großvater ihm über die Insel erzählt hat, auf der er mit vielen anderen Kindern gelebt haben will, die alle über außergewöhnliche Fähigkeiten verfügten. Sein Vater hält die Geschichten aber nur für fantastische Ausschmückungen der tatsächlichen Kriegserlebnisse seines Vaters. Jacob überredet seine Eltern, mit seinem Vater die Insel besuchen zu dürfen, auf der sein Großvater in einem Waisenhaus gelebt hatte, in dem er auf seiner Flucht vor den Nazis und dem Holocaust untergekommen war.
Als Jacob dort eintrifft, ist aus dem von einer Fliegerbombe zerstörten Gebäude längst eine verlassene Ruine geworden. Er trifft hier jedoch auf die junge Emma, die ihn mit in eine Zeitschleife nimmt, welche die beiden in das Jahr 1943 führt, als Miss Peregrines Waisenhaus noch ein Zufluchtsort für besondere Kinder war. Die dort lebenden Kinder verfügen wirklich über besondere Fähigkeiten, wie sein Großvater berichtet hatte. So lernt Jacob den unsichtbaren Millard Nullings kennen und die kleine Bronwyn Buntley, die über übermenschliche Kräfte verfügt. Fiona Frauenfeld kann Pflanzen kontrollieren und Olive Abroholos Elephanta hat Feuer in ihren Fingerspitzen und muss daher lange, schwarze Handschuhe tragen, um nicht alles zu entzünden, was sie berührt. Die maskierten Zwillinge sprechen nie, haben jedoch telepathische Fähigkeiten und können Personen versteinern. Hugh Apiston beherbergt einen Bienenstock in seinem Bauch, Claire Densmore verbirgt an ihrem Hinterkopf zusätzlich ein breites Maul mit spitzen Zähnen, Horace Somusson kann in seinen Träumen in die Zukunft blicken und diese anderen in Projektionen zeigen, und Enoch O’Connor, der sein Zimmer unter dem Dach hat, kann nicht-lebende Objekte zum Leben erwecken. Besonders ist Jacob jedoch von Emmas Fähigkeiten beeindruckt, denn sie kann die Luft und das Wetter kontrollieren. Außerdem ist sie leichter als Luft und muss daher schwarze bleischwere Stiefel tragen oder sich an eine Leine binden, wenn sie nicht wegfliegen will. Emma hat sich neben Miss Peregrines Waisenhaus einen weiteren Rückzugsort geschaffen und zeigt Jacob ihr Versteck, das sich in einem gesunkenen Schnelldampfer befindet, der am Meeresboden liegenden RMS Augusta.
Die Zeitschleife, die Miss Peregrine aufgrund ihrer besonderen Kräfte und mit einer Taschenuhr erzeugen kann, konserviert die Zeit. Die Schleife bewahrt die letzten 24 Stunden, so dass die Bewohner immer in Miss Peregrines Waisenhaus bleiben können. Miss Peregrine startet den 3. September 1943 immer aufs Neue, kurz bevor das Haus von der Bombe getroffen wird, die ein deutsches Flugzeug abwirft. Sie beschützt sie vor einem eindringenden Monster, das sie mit ihrer Armbrust tötet, und hilft den Kindern beim Entwickeln und Kontrollieren ihrer Fähigkeiten, wie sie es von Ms. Avocet gelernt hat, ihrer ehemaligen Lehrerin, die in einer anderen Zeitschleife Miss Avocet’s Home for Peculiar Children betreibt.
Trotz ihrer übernatürlichen Kräfte fürchten die Waisenkinder, von den Hollowgasts, kurz Hollows, getötet zu werden. Diese langbeinigen, augenlosen humanoiden Kreaturen morden Kinder und haben es auf deren Augäpfel abgesehen, denn nur, indem sie genug davon verzehren, können die zur Unsichtbarkeit verdammten Schattenwesen ihre frühere menschliche Gestalt wiedererlangen. Sie haben bereits Bronwyns Bruder Victor getötet. Die Hollows wurden ihnen von Mr. Barron auf den Hals gehetzt, einem verrückten Wissenschaftler mit den Fähigkeiten eines Gestaltwandlers, der die Kinder wegen ihrer Augen und ihre Beschützerin wegen ihrer Kräfte jagt. Weil nur Jacob die Hollows sehen kann, was seine besondere Fähigkeit ist, wird er zur letzten Hoffnung der Kinder, als Barron Jacob durch die Zeitschleife folgt und Miss Peregrine in seine Gewalt bringt. 
Die besonderen Kinder müssen ihre Stärken im Kampf gegen die Hollows vereinen, als Ms. Avocet von einem Hollow getötet wird. Emma lässt den seit langer Zeit auf dem Meeresboden liegenden Ozeandampfer auftauchen, Enoch erweckt aus ihren Passagieren eine Armee von Skeletten zum Leben, und gemeinsam ziehen sie auf dem Rummelplatz am Pier von Blackpool in eine erfolgreiche Schlacht gegen Barron und seine Helfer. Barron nimmt die Gestalt von Jacob an, wird jedoch schließlich selbst von einem Hollow getötet.
Die Kinder müssen in ihre eigene Zeit, ins Jahr 1943, zurückkehren, um nicht von ihren Jahren eingeholt zu werden. Jacob hat durch sein Eingreifen in die Vergangenheit seinen Großvater retten können; dieser trägt ihm auf, zu den Kindern zurückzukehren. Nach Monaten von Zeitreisen von Schleife zu Schleife findet er den Weg zurück auf das Schiff zu seiner geliebten Emma und den besonderen Kindern.

## Produktion

### Literarische Vorlage und Stab
Als Vorlage für den Film diente der erste Band einer inzwischen fünfteiligen Bestseller-Reihe des US-amerikanischen Schriftstellers Ransom Riggs. Sein Debütroman Miss Peregrine’s Home for Peculiar Children wurde im Jahr 2011 veröffentlicht und erschien 2013 in einer deutschen Übersetzung mit dem Titel Die Insel der besonderen Kinder. Der Roman wurde in 40 Sprachen übersetzt und von der Drehbuchautorin Jane Goldman für den Film adaptiert. Goldman vertauschte Personeneigenschaften und gab den Kindern teilweise Fähigkeiten, die von der Romanvorlage abwichen. So kann Emma darin mit ihren Händen Feuer machen und kontrollieren und nicht die Luft. Goldman hatte unter anderem zuletzt als Drehbuchautorin für die letzten beiden X-Men-Filme, X-Men: Zukunft ist Vergangenheit und X-Men: Erste Entscheidung, gearbeitet. Die Figur des Mr. Barron basiert hauptsächlich auf verschiedenen Figuren aus dem Buch, aber kommt in der im Film dargestellten Form nicht vor.
Die Regie übernahm Tim Burton. Peter Chernin, einer der Produzenten des Films, hatte Burton instinktiv als perfekten Regisseur für die Verfilmung des Romans angesehen, weil dieser die Fähigkeit besitze, einen dunklen Gegenstand mit seiner Unterschrift zu versehen, die eine Mischung von Spleen und Humor sei und zum Staunen bringe. Chernin glaubt, dass nicht nur Erwachsene, sondern auch schon ältere Kinder seit den späteren Harry-Potter-Filmen an dunklere Geschichten gewöhnt seien.
Zu den Figuren in der Romanvorlage meinte Burton, er habe sie ähnlich überzeugend gefunden wie diejenigen in alten Horrorfilmen. Sie hätten zudem alle eine Geschichte und stellten dem Betrachter eine Menge Fragen. Das Buch weise Elemente eines Volksmärchens oder einer Fabel auf, so Burton, und wenn man in der Zeit zurückgehe, so seien es Märchen gewesen, die die schrecklichen Geschichten erzählten. Sie seien wie Träume, die man selbst als Erwachsener intellektuell nicht verarbeiten kann, was das Interessante an der Macht der Märchen sei. Auch wenn die Menschen die Kinder, wie im Buch beschrieben, mit Superkräften ausgestattet sehen wollten, so Burton, habe er sie dennoch mit einem Kummer ausgestattet, der darin bestehe, dass sie sich anders als andere fühlen und sich eigentlich auch gar nicht super finden.
Riggs, der sich selbst als lebenslanger Fan des Regisseurs beschreibt, meinte, Burtons frühere Arbeiten hätten einen kreativen Einfluss auf sein Buch gehabt. Als Riggs später einen Drehort in Belgien besuchte, sagte er, das dort befindliche Kasteel Torenhof, das dem titelgebenden Waisenhaus im Film als Kulisse diente, sei dem, wie er sich dieses vorgestellt habe, sehr ähnlich gewesen. Zudem habe Burton die Ideen, die er im Roman hatte, genommen und sie größer und sehr dynamisch gemacht.

### Besetzung und Figurenbeschreibung
Asa Butterfield übernahm im Film die Hauptrolle von Jacob Portman. Als 10-Jähriger wird Jacob von Aiden Flowers und als 6-Jähriger von Nicholas Oteri dargestellt. Ella Purnell spielt Emma Bloom, mit der Jacob auf der Insel als erstes Bekanntschaft macht. Eva Green ist in der Rolle der Miss Peregrine zu sehen, der Leiterin des Waisenhauses. Die bei ihr lebenden weiteren Kinder werden gespielt von Milo Parker (Hugh Apiston), Raffiella Chapman (Claire Densmore), Lauren McCrostie (Olive Abroholos Elephanta), Pixie Davies (Bronwyn Buntley), Finlay MacMillan (Enoch O’Connor), Hayden Keeler-Stone (Horace Somusson), Cameron King (Millard Nullings) und Georgia Pemberton (Fiona Frauenfeld). Die maskierten Brüder werden von den Zwillingen Joseph und Thomas Odwell gespielt. Chris O’Dowd übernahm die Rolle von Jacobs Vater Franklin Portman und Terence Stamp die Rolle seines Großvaters Abraham Portman. Samuel L. Jackson spielt im Film den weißäugigen Barron.
Burton sagte über die Besetzung von Miss Peregrine mit Eva Green, die im Englischen die Titelheldin ist, diese sei perfekt für diese Rolle. Burton vergleicht Miss Peregrine mit der seltsamen Mary Poppins, sie sei jedoch eine noch sonderbarere Version dieser, und es habe nur eine Person gegeben, die er in dieser Rolle sehen konnte. Der Name Peregrine leitet sich vom lateinischen Wort „peregrinus“ ab, was übersetzt „fremd, ausländisch, Fremder“ heißt, zudem aber der wissenschaftliche Name des Wanderfalken ist. Zu einem solchen kann sich Miss Peregrine, die ein Syndrigasti ist, im Film und im Buch verwandeln, was neben der Manipulation der Zeit ihre zweite besondere Fähigkeit ist. Diese Fähigkeit der Figur, so Green, sei für sie einer der Gründe gewesen, die Rolle zu übernehmen, und es habe ihr Spaß gemacht, diese im Film zum Wohl der Kinder einzusetzen und damit sogar zu töten, um sie zu beschützen. Zudem ist Miss Peregrine geübt im Umgang mit einer schweren Armbrust.
Die britische Schauspielerin Judi Dench übernahm die Rolle von Miss Avocet, Miss Peregrines ehemaliger Lehrerin, die ebenfalls die Zeit manipulieren kann. Miss Avocet kann sich als Ymbryne und Syndrigast in einen Säbelschnäbler (im Englischen Avocet) verwandeln. Die gelegentlich Furcht erregend wirkende Dame ist die Schulleiterin von Miss Avocet’s Home for Peculiar Children. Dench befand sich während der Dreharbeiten bereits in ihrem 81. Lebensjahr.

### Dreharbeiten und Begleitwerke
Mit den Dreharbeiten wurde im Februar 2015 parallel in London und in der Tampa Bay Area begonnen. Im Süden der USA wurde in Harbor Bluffs bei Belleair Beach und im weiteren Verlauf in Sun City Center im Hillsborough County und im Pinellas County in Florida gedreht. Neben London fanden die Dreharbeiten auf der Roseland Peninsula in Portholland statt, einer Halbinsel in Cornwall, wo man den Ort in ein walisisches Dorf verwandelte. Das Dorf Portholland, das lediglich 40 Einwohner zählt, wurde für den Film in das fiktive Dorf Cairnholm umgestaltet. Hierzu errichtete man dort neben einigen Geschäften und einem Postoffice auch die Kulissen für einen Friedhof und ein Pub, das den Namen Priest Hole trägt. Weitere Aufnahmen wurden am Strand und an den Klippen von Portholland gemacht. In dem nahegelegenen Dorf Minions, in der Hochmoorlandschaft Bodmin Moor, fanden weitere Aufnahmen statt. Hier entstanden die Aufnahmen, die den Zugang zur Zeitschleife von Miss Peregrine zeigen, der im Inneren einer Höhle versteckt ist. An einem kornischen Strand stürzt im Film auch Oggie, ein Einheimischer von Cairnholm, von einer Klippe, und dort entstanden zudem die Aufnahmen, in denen Emma und Jacob zur RMS Augusta tauchen, einem gesunkenen Passagierschiff.
Anfang Mai 2015 wurden die Dreharbeiten an der Strandpromenade der englischen Küstenstadt Blackpool fortgesetzt. Hier dienten das North Pier und in der Nähe befindliche Gebäude als Kulisse. Im Fuß des Blackpool Towers befindet sich die Circus Gallery, die im Film zu sehen ist. Dennoch wurde auf dem Pier im Stil der 1940er Jahre die Frontansicht des Ghost Train gebaut, der im Film Teil eines Vergnügungsparks ist und als Zugang zu Miss Avocets Zeitschleife dient. Während der Dreharbeiten in Blackpool verletzte sich Burton, der dort einen Cameo-Auftritt hat, und musste in ein Krankenhaus gebracht werden.
Als Drehort für das titelgebende Waisenhaus, Miss Peregrine’s Home für besondere Kinder, diente das Kasteel Torenhof in der belgischen Gemeinde Brasschaat in der Nähe von Antwerpen. Dort erfolgten auch sämtliche Tageslichtaufnahmen, so unter anderem die, in denen Jacob von Miss Peregrine der Garten und die Kinder vorgestellt werden. Das heute leer stehende Gebäude ist von Stilelementen aus der Neorenaissance geprägt und ist der ehemalige Wohnsitz des Keksfabrikanten Edouard Jacobus De Beukelaer. Auch in Antwerpen, der größten Hafenstadt Belgiens, erfolgten Filmaufnahmen.
Wenige Wochen vor der Premiere des Films wurde von der Twentieth Century Fox Film Corporation ein Begleitbuch zum Film mit dem Titel The Art of Miss Peregrine’s Home for Peculiar Children veröffentlicht. Das Buch wurde von Leah Gallo geschrieben, ist mit einem Vorwort von Ransom Riggs und einer Einführung von Tim Burton versehen und enthält eine Reihe von Fotos der Requisiten, der Drehorte und der Filmsets in Belgien und England.

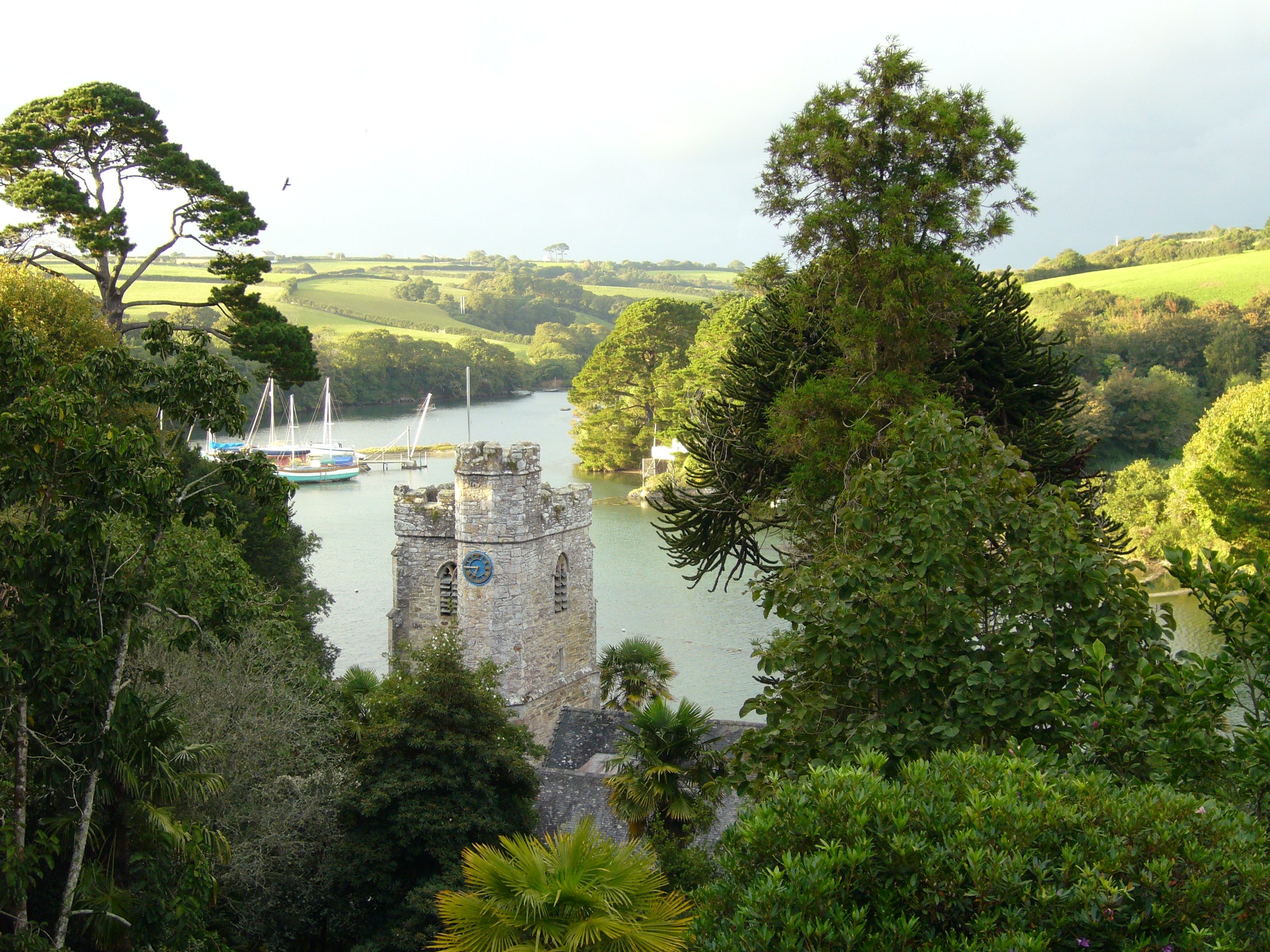
Die Roseland Peninsula in Cornwall
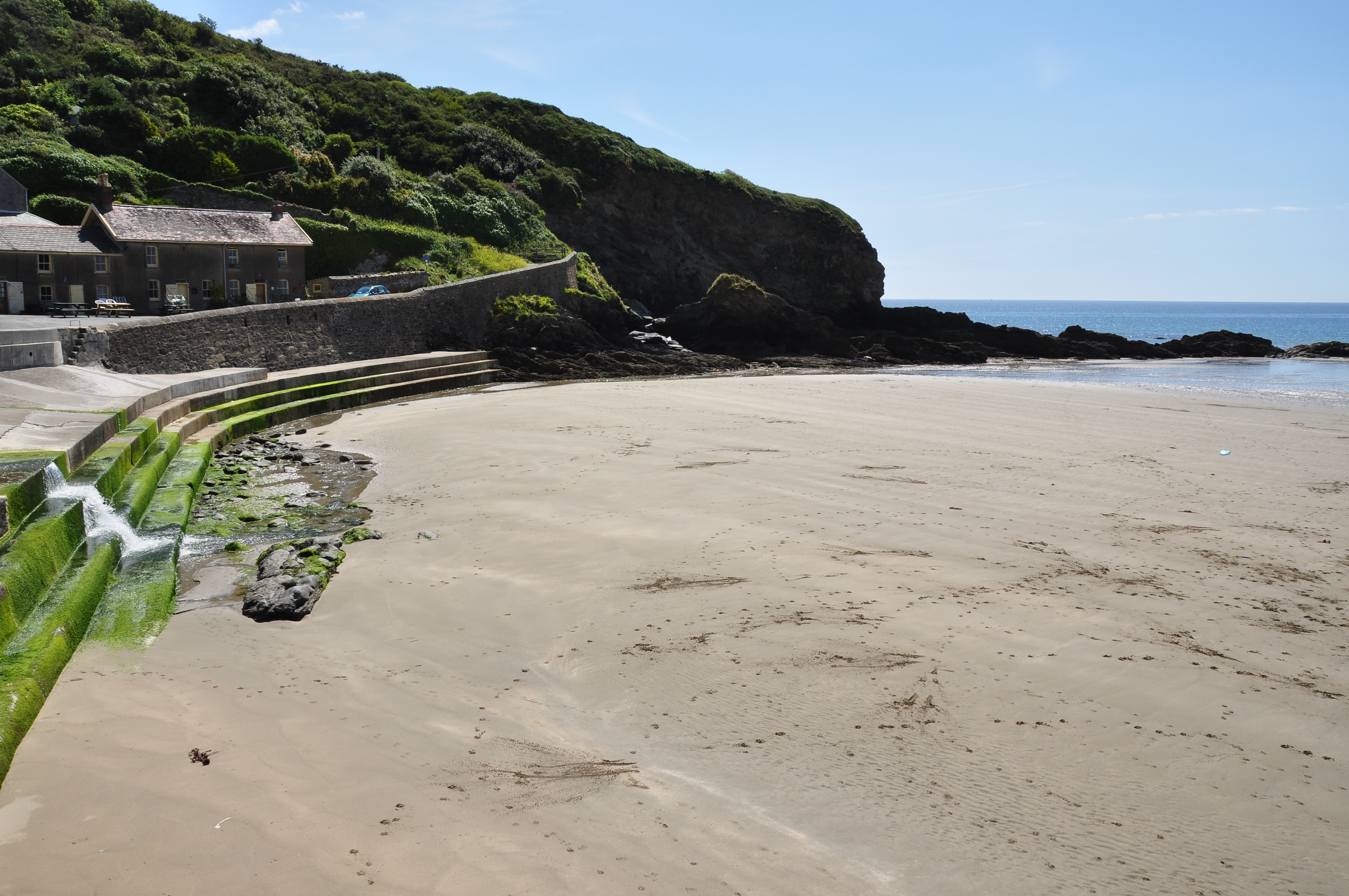
Der Strand von East Portholland
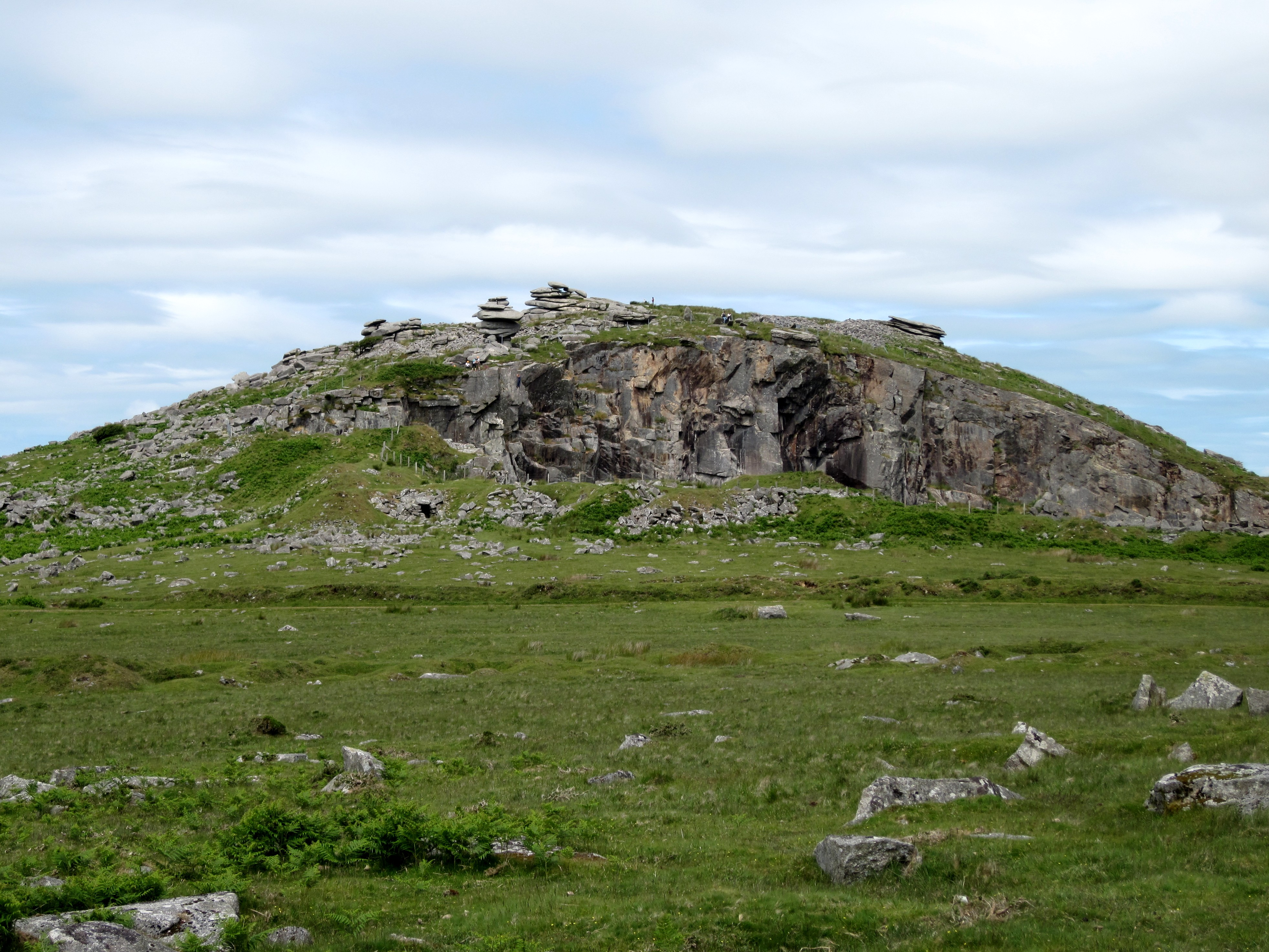
Die Moorlandschaft nahe Minions in Bodmin Moor
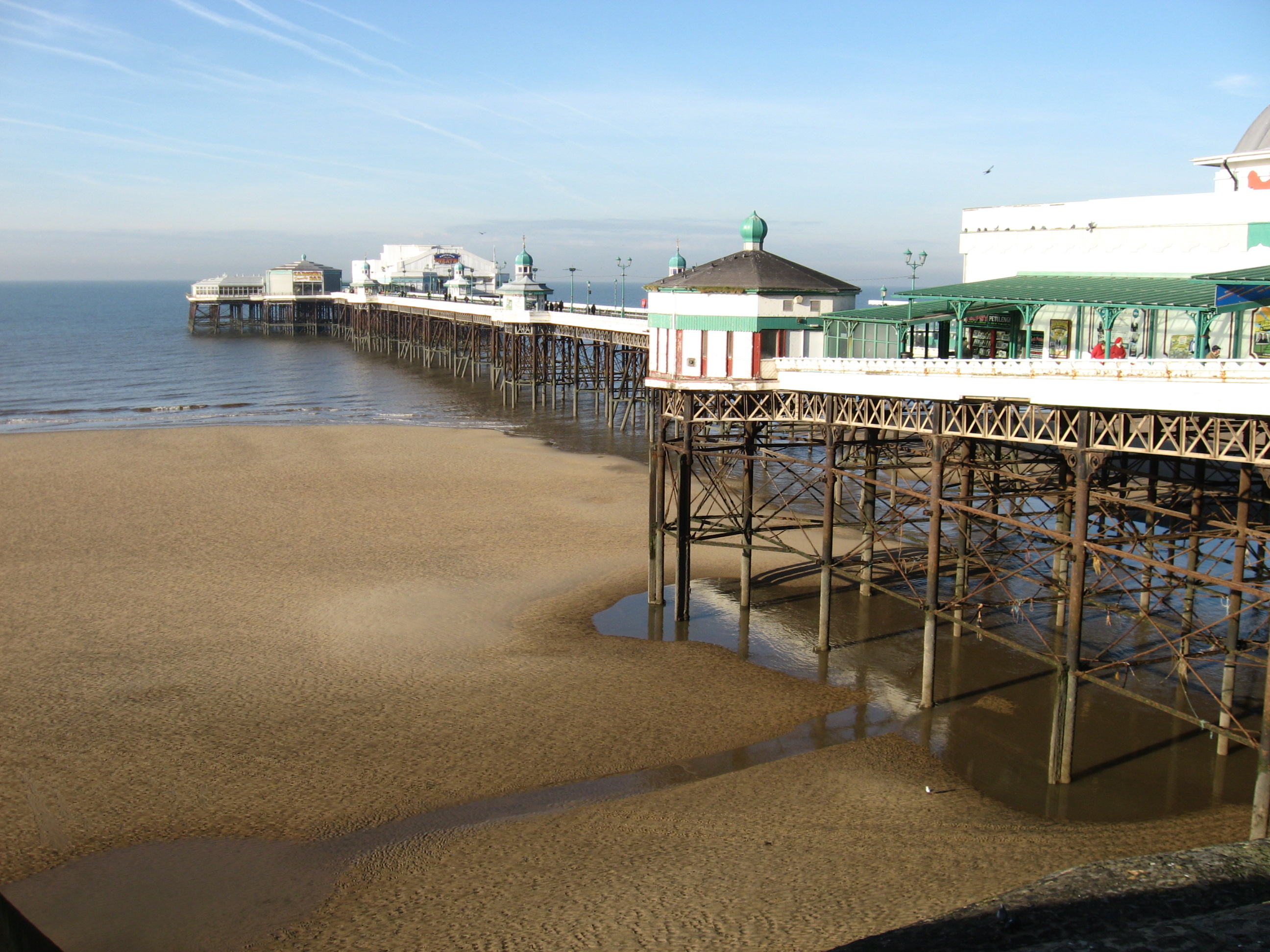
Das North Pier von Blackpool
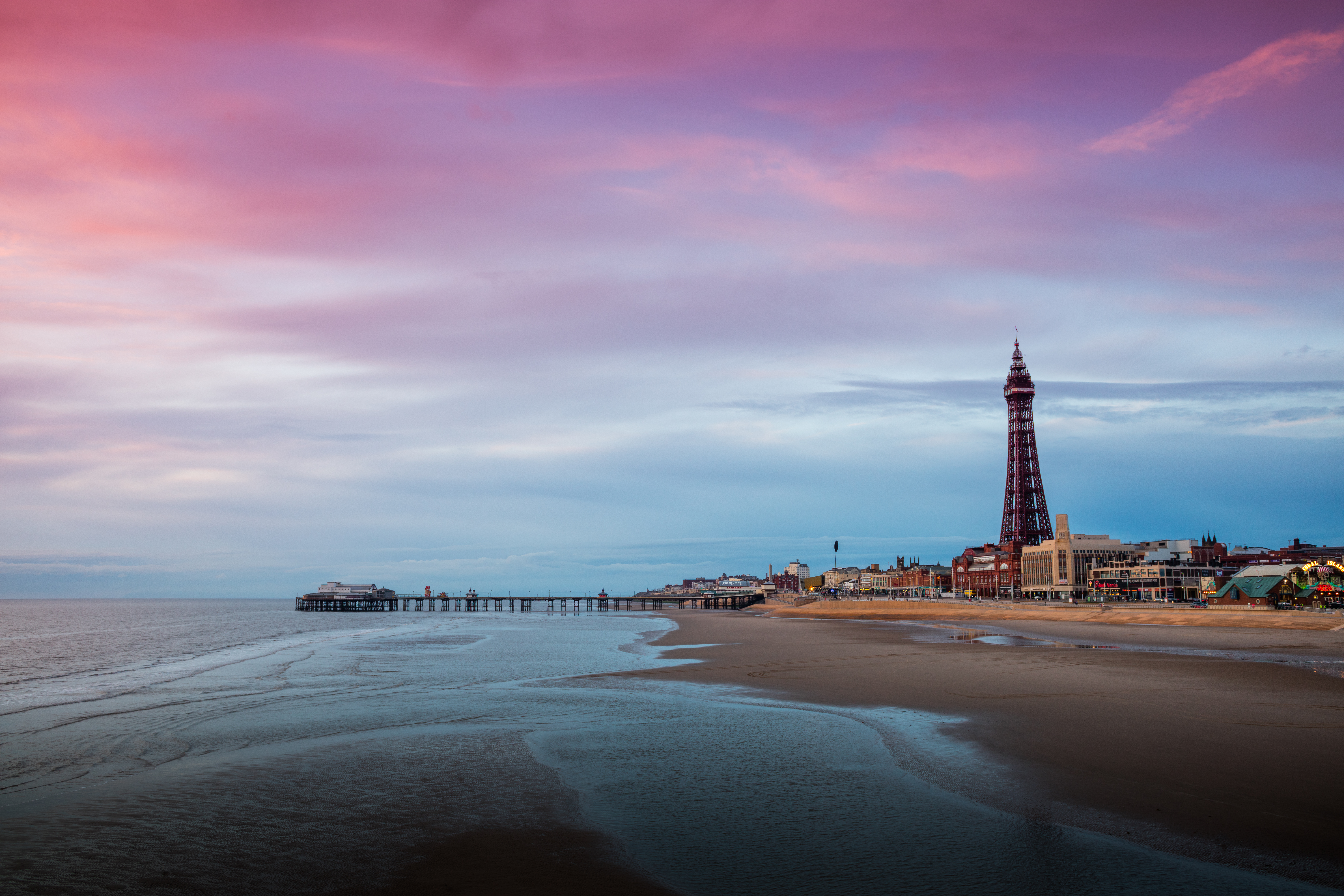
Der Blackpool Tower am North Pier

### Kostüme und Nachbearbeitung
Das Kostümdesign stammt von Colleen Atwood, die für ihre Arbeit bereits mit drei Oscars ausgezeichnet wurde, darunter 2011 für den Film Alice im Wunderland, und mit Burton darüber hinaus bereits für die Filme Edward mit den Scherenhänden und Sweeney Todd – Der teuflische Barbier aus der Fleet Street zusammengearbeitet hatte. Im Begleitbuch zum Film finden sich einige Hintergrundinformationen zu ihrer Arbeit. Viele der Kostüme waren in ihrer grundsätzlichen Gestaltung durch die Beschreibungen in der Buchvorlage und deren Bebilderung vorgegeben. Atwood meinte, man schaffe durch das Kostümdesign eine Figur, die die Handlung vorantreibe. Burton habe sich vorgestellt, dass jede einzelne Figur im Film leicht zu erkennen sein soll, und ganz absichtlich gewollt, dass sie zudem immer die gleiche Kleidung trage, um diesen Effekt zu verstärken. So ist Millard Nullings im Film an seiner Mütze zu erkennen, und die Bone-Brüder tragen beide die gleichen Pierrot-Kostüme und zusätzlich Masken, die ihre Mimik verbergen. Für Emmas Kostüm schuf Atwood schwere, verschnörkelte Metallstiefel, die sie im Film am Boden halten und wirken, als stammten sie aus der ersten Hälfte des 20. Jahrhunderts. Im Kontrast zu den überwiegend an die Mode der 1940er Jahre angelehnten Kostüme der Kinder, von Miss Peregrine und der einiger anderer Ymbrynes, trägt Mr. Barron als Bösewicht einen Anzug und eine Krawatte, die moderner wirken sollen, so Atwood.
Bei der Gestaltung der Kostüme waren spätere Nachbearbeitungen des Filmmaterials mitbedacht worden. So brachte Atwood in das Kostüm von Miss Peregrine Elemente ein, die zwar nicht vordergründig an einen Vogel erinnern, jedoch die späteren Arbeiten an der CGI vereinfachten. So werden die spitz auslaufenden Schulterpartien des Kostüms von Miss Peregrine bei ihrer Verwandlung in einen Wanderfalken durch die Nachbearbeitung zu dessen Flügeln.
Im Vergleich zu Burtons früheren Filmen erfolgte ein Einsatz der CGI-Technik insgesamt eher sparsam und wurde überwiegend auf die Verwandlungsprozesse der Figuren und die Darstellungen der Hollowgasts und Skelette im Film begrenzt. Die Kritik an Burtons vorherigen Filmen war, diese seien zu CGI-lastig und seelenlos gewesen, und die Emotionen hätten kalt und aufgesetzt gewirkt, was insbesondere für seinen letzten und am schwächsten bewerteten Film Alice im Wunderland: Hinter den Spiegeln galt.

### Filmmusik
Die Filmmusik wurde von Michael Higham und Matthew Margeson komponiert. Als Dirigent bei der orchestralen Einspielung fungierte Tim Davies.
Der Titelsong des Films heißt Wish That You Were Here, ist jedoch nicht auf dem im Oktober 2016 veröffentlichten Soundtrack enthalten. Das 6:42 min lange, unter anderem mit Harfenklängen unterlegte Lied, wurde von Florence Welch gesungen, von Florence + The Machine aufgenommen und am 26. August 2016 von Republic Records vorab als Download veröffentlicht. Auch ein 30-sekündiger Trailer zum Film, der zur gleichen Zeit vorgestellt wurde, war mit diesem Lied unterlegt. Welch sagte über ihre Arbeit für den Film: „Auf Tour habe ich häufig in einer magischen Zeitblase gelebt.“ Das Lied entwickelt sich, so Musikexpress, von einer weichen Keyboard-Melodie zu einem Crescendo mit kraftvollem Refrain. Welch, die eine langjährige Bewunderin von Burtons Arbeit ist, sagte, sie hätten eine sehr ähnliche Sensibilität, und es sei diese Art dunkler Romantik in Burtons Filmen, die so schön und wunderlich sei, die sie selbst auch in ihrer Musik zu erreichen versuche.
Vor der Filmpremiere wurde im September 2016 ein 2:09 min langes Musikvideo zum Lied Wish That You Were Here veröffentlicht, in dem einzelne, zuvor nicht in Trailern gezeigte Filmszenen vorgestellt und verschiedene von der Kamera überflogene Fotos lebendig werden.
Im Film sind zudem die ebenfalls modernen Songs Supermarket von John Anthony, 30 Minute Love Affair von Paloma Faith und BeatBoxing von Tom Higham zu hören, wobei letzteres auf ein Thema anspielt, auf das in der Geschichte Bezug genommen wird, denn die in Cairnholm einheimischen Teenager Worm und Dylan betreiben als Hobby Beatboxing. Außerdem werden das aus den späten 1930er Jahren stammende Jazz-Stück In the Mood von Glenn Miller, das aus den 1920er Jahren stammende Lied Run Rabbit Run von Flanagan and Allen und eine Passage aus dem 1874 entstandenen 1. Klavierkonzert von Tschaikowski gespielt.
Das Lied New World Coming, mit dem die im März und Juni 2016 veröffentlichten Trailer unterlegt waren, wurde von Barry Mann und Cynthia Weil geschrieben und war ursprünglich in den frühen 1970er Jahren von Mama Cass Elliot bekannt gemacht worden. Für die Trailer zum Film wurde es von der isländischen Sängerin Dísa Jakobsdóttir neu eingesungen. Die darin zu hörende Textzeile „There’s a new world coming. And it’s just around the bend.“ bedeutet übersetzt so viel wie „Es gibt eine neue Welt. Und sie liegt gleich hinter der nächsten Kurve.“ Das Lied nimmt damit Bezug auf die im Film benutzten Zeitschleifen, durch die man Miss Peregrine’s Home for Peculiar Children, aber auch die anderen Waisenhäuser für besondere Kinder erreichen kann, die für Jacob eine völlig neue Welt darstellen.
Im Dezember 2016 wurde der Soundtrack als Anwärter bei der Oscarverleihung 2017 in der Kategorie Beste Filmmusik in die Kandidatenliste (Longlist) aufgenommen, aus denen die Mitglieder der Akademie die offiziellen Nominierungen bestimmen. Das auf dem Soundtrack enthaltene Lied Wish That You Were Here wurde in die Longlist für den Besten Filmsong aufgenommen.
Der Soundtrack zum Film, der Miss Peregrine’s Home For Peculiar Children Original Motion Picture Score, umfasst 21 Lieder und wurde am 7. Oktober 2016 von La-La Land Records veröffentlicht.

#### Titelliste des Soundtracks
1. Miss Peregrine’s Home for Peculiar Children
2. Bedtime Stories
3. Arrival At The Island
4. A Place Like This
5. Squirrel Rescue
6. Enoch’s Dolls
7. Projecting Dreams
8. The Augusta
9. I’ll Be Here Forever
10. Barron’s Experiment
11. Barron Revealed
12. Surprise Visitor
13. Hollow Attack
14. Raising The Augusta
15. Blackpool
16. Standoff At Blackpool Tower
17. Handy Candy
18. Ymbrynes, Ymbrynes, Here I Come
19. Peculiars Vs. Wights
20. Two Jakes
21. Go To Her

### Marketing und Veröffentlichung
Nachdem im März 2016 Fotos und ein erster Trailer mit Szenen aus dem Film veröffentlicht wurden und ein weiterer Trailer im Juni 2016 zeigte 20th Century Fox während der Olympischen Spiele einen ersten TV-Spot zum Film. In einem am 20. September 2016 veröffentlichten Trailer zeigt Emma dem von ihren Fähigkeiten noch völlig faszinierten Jacob ihr Geheimversteck, das sich in einem Schiff befindet, das auf dem Meeresboden liegt. In einem am darauffolgenden Tag von 20th Century Fox vorgestellten Featurette äußerten sich verschiedene Darsteller zum Film und zu der Zusammenarbeit mit Burton.
Der Film kam am 30. September 2016 in die US-amerikanischen und am 6. Oktober 2016 in die deutschen Kinos. Zuvor feierte der Film am 25. September 2016 beim Fantastic Fest in Austin seine Premiere und wurde am 26. September 2016 in Anwesenheit von Eva Green, Asa Butterfield, Ella Purnell, Samuel L. Jackson, Lauren McCrostie, Finlay MacMillan und dem Regisseur Tim Burton im New Yorker Nobelkaufhaus Saks Fifth Avenue vorgestellt. In China gehört der Film zu einer der 38 ausländischen Produktionen, die dort im Jahr 2016 gemäß einer Quote gezeigt werden durften. Dort erschien der Film am 2. Dezember 2016. Am 1. August 2019 wurde er in das Programm von Netflix aufgenommen.

## Rezeption

### Altersfreigabe
In Deutschland ist der Film FSK 12. In der Freigabebegründung heißt es: „Der Film erzählt eine bereits für junge Zuschauer gut nachvollziehbare Geschichte über Freundschaft, Zusammenhalt und die Suche nach der eigenen Identität. Gut und Böse sind dabei klar zu unterscheiden. Zwar können einzelne bedrohliche Bilder Kinder unter 12 Jahren ängstigen, doch 12-Jährige sind in der Lage, sie in den Kontext der Erzählung und des Genres einzuordnen.“

### Kritiken
Der Film konnte 64 Prozent der Kritiker bei Rotten Tomatoes überzeugen. Sie vergaben durchschnittlich 6 von 10 Punkten. Im Allgemeinen heißt es dort, Burton, als ein Filmemacher mit einem klaren, unverwechselbaren Stil und einer Liebe zum Detail, sei für das Material geeignet, und besonders seine Arbeit mit den Kinderdarstellern sei hervorzuheben, so Manohla Dargis von der New York Times.
Die im Film vorkommenden Figuren, in erster Linie aber die besonderen Kinder, wurden von Kritikern immer wieder mit den Figuren aus den Harry-Potter-Filmen und aus der X-Men-Filmreihe, aber auch mit denen der Addams Family verglichen. Um dem Vergleich mit den anderen Figuren standzuhalten, die Burton selbst zuvor schuf, bräuchten die heldenhaften, verrückten Typen im Film, so Devan Coggan von Entertainment Weekly, allerdings ein wenig mehr Herz und die Monster schärfere Zähne. Daniel Kothenschulte von der Frankfurter Rundschau drückt dies so aus: „Es fehlt jener emotionale Bogen, der Burtons frühe Outsidergeschichten stets bei allen Schauwerten geerdet hat.“
Bereits nach der Veröffentlichung eines Trailers im Juni 2016 meinte Marcel Morant vom Musikexpress: „Die Geschichte ist unverbraucht, der Look wirkt innovativ und die CGI-Effekte fügen sich gut in das ländliche Idyll ein.“
Obwohl Details des Films lediglich aus Trailern, Videos von den Drehorten und Setfotos bekannt waren, erachteten Kritiker wie Scott Feinberg von The Hollywood Reporter bereits vor dem Kinostart die visuellen Effekte des Films, das Szenenbild von Gavin Bocquet und das Kostümdesign von Colleen Atwood für Oscar-würdig.
Benjamin Moldenhauer von Spiegel Online glaubt, dass Fans, die wegen der missglückten Verfilmung Alice im Wunderland: Hinter den Spiegeln noch immer verstimmt seien, bei der Burton als Produzent fungierte, sich durch den Film wieder mit dem Regisseur versöhnen könnten. Moldenhauer vergleicht die Hollows im Film mit dem Sandmann in der gleichnamigen Geschichte von E.T.A. Hoffmann, einem Monster, das Kindern die Augen ausreißt, und ergänzt, es verberge sich sowohl Schreckliches als auch unerlaubte Schönheit in der im Film vorgestellten, der Gegenwart entrückten Zwischenwelt, deren Zauber, wie immer bei Burton-Filmen, den Ausgeschlossenen und Grenzgängern vorbehalten bleibe.
Peter Debruge von Variety sagt, Jane Goldmans durchweg amüsantes Drehbuch sei die Geheimzutat, die den Film so geeignet für Burtons besondere Sensibilität mache und es ihm ermögliche, Motive und Themen seiner früheren Arbeiten wiederzuentdecken und diese zu erweitern.
Die Besetzung von Miss Peregrine mit Eva Green wurde von Kritikern allgemein hervorgehoben, die in ihrer Rolle überzeuge und mit ihren sprühenden Augen und ihrem bedrohlich wirkenden Lächeln perfekt hierfür geeignet sei.
Mark Kennedy von der Associated Press sagt, der Film habe alles, was ein Super-Franchise ausmache, wobei er neben einem Schicksalsschlag und der Hervorbringung eines Helden auch die Auseinandersetzung mit dem Monster in uns aufzählt. Auch Pete Hammond von Deadline ist der Ansicht, dass sich der Film als guter Auftakt für eine mögliche Filmreihe anbiete. Hartwig Tegeler vom Deutschlandfunk hingegen hofft, obwohl er Die Insel der besonderen Kinder zu einem der besten Filme von Burton zählt, dass dieser besondere Film über besondere Kinder nicht der Start zu einer Film-Serie ist, damit er besonders, einzigartig bleibt.

### Einspielergebnis
In den nordamerikanischen Kinos spielte der Film an seinem Startwochenende 28,9 Millionen US-Dollar ein, womit die Einnahmen höher ausfielen, als es die ersten Einschätzungen von Kritikern erwarten ließen, und er auf Platz 1 der Kino-Charts landete. Insbesondere beim jüngeren Publikum war der Film dort gut angekommen. Auch in Mexiko, wo der Film zeitgleich gestartet war, landete er auf Platz 1 und zudem in Australien, Russland, Südkorea und Thailand. Insgesamt konnte der Film an seinem Startwochenende 66,3 Millionen US-Dollar einspielen und damit mehr als die Hälfte seiner Produktionskosten, die 110 Millionen US-Dollar betrugen. Die weltweiten Einnahmen des Films lagen im März 2017 bei 297 Millionen US-Dollar, in Deutschland verzeichnete der Film 861.150 Kinobesucher.

### Auszeichnungen
Costume Designers Guild Awards 2017
- Nominierung in der Kategorie Excellence in Fantasy Film (Colleen Atwood)[78]

Hollywood Music In Media Awards 2016
- Nominierung als Bestes Originallied – Sci-Fi/Fantasy Film (Wish That You Were Here von Florence + the Machine)[79]

People’s Choice Awards 2017
- Nominierung als Beliebtestes Filmdrama für den People’s Choice Award[80]

Saturn Awards 2017
- Nominierung als Bester Fantasyfilm[81]

Teen Choice Awards 2017
- Nominierung in der Kategorie Choice Fantasy Movie
- Nominierung in der Kategorie Choice Fantasy Movie Actor (Asa Butterfield)
- Nominierung in der Kategorie Choice Fantasy Movie Actress (Eva Green)[82]

VES Awards 2017
- Nominierung in der Kategorie Outstanding Visual Effects in a Photoreal Feature[83]